# Retzbach
Retzbach är en kommun  i Österrike. Den ligger i distriktet Hollabrunn i förbundslandet Niederösterreich. Huvudorten Unterretzbach ligger 70 km norr om huvudstaden Wien. Kommunen gränsar i norr mot Tjeckien.
Kommunen består av tre orter (Ortschaften) (inom parentes invånarantal 1 januari 2024):
- Mitterretzbach (226)
- Oberretzbach (124)
- Unterretzbach (648)